# Yttrium-jern-granat
Yttrium-jern-granat (YIG for eng. Yttrium Iron Garnet) er en slags syntetisk granat, med den kemiske sammensætning Y3Fe2(FeO4)3, eller Y3Fe5O12. Yttrium-jern-granat er et ferrimagnetisk materiale med Curie-temperatur på 550 K.
I YIG sidder de fem jern(III) ioner i to oktahedrale og tre tetrahedrale steder, med yttrium(III) ioner samordnet med otte oxygen ioner i en irregulær kube. Jern ionerne i de to samordningssteder udviser forskellig spin, der resulterer i magnetisk opførsel. Ved at udskifte specifikke steder med sjældne jordarter, for eksempel, kan interessante magnetiske egenskaber fås.
YIG har høj Verdet-konstant som bidrager til Faraday-effekt, høj Q-faktor ved mikrobølgefrekvenser, lav absorption af infrarødebølgelængder op til 600 nm, og med meget smal linjebredde i elektronspinresonans. Disse egenskaber gør dem anvendelige til MOI (magnetic optical imaging) anvendelser i superledere.
YIG anvendes til mikrobølge, optisk og magneto-optiske anvendelser, f.eks. mikrobølge YIG-filtre. YIG er transparent for infrarøde bølgelængder over 600 nm. YIG anvendes også til faststof-lasere i Faraday-rotorer, til datalagring og forskellige ulinær optik anvendelser.